# Hovedstaden (valgkreds)
Hovedstaden var en valgkreds ved folketingsvalget 22. april 1918. Valgkredsen bestod af Københavns og Frederiksberg Kommuner og blev derfor også kaldt København-Frederiksberg.
Valget var det første folketingsvalg efter grundloven af 1915. I Hovedstaden valgtes 24 folketingsmedlemmer efter forholdstalsvalg med brug af D'Hondts metode, mens resten af Danmark valgte 116 folketingsmedlemmer, heraf 93 i enkeltmandskredse og 23 tillægsmandater.
Hovedstaden var opdelt i 18 afstemningskredse, hvoraf 6 havde mere end et valgsted, så der i alt var 25 valgsteder. Ved valget i 1918 var der opstillet 5 partilister og 4 lister udenfor partierne med i alt 140 kandidater.
Ved det efterfølgende folketingsvalg 26. april 1920 blev Hovedstaden inddelt i tre storkredse (Søndre Storkreds, Østre Storkreds og Vestre Storkreds) som svarede til de amtskredse som resten af Danmark blev inddelt i.

## Opstillede lister i 1918
| Liste                                   | Stemmer | Kandiater | Valgte |
| --------------------------------------- | ------- | --------- | ------ |
| Liste A: Det Socialdemokratiske Parti   | 96.368  | 24        | 12     |
| Liste B: Det Radikale Venstre           | 39.682  | 24        | 5      |
| Liste C: Det Konservative Folkeparti    | 45.804  | 24        | 6      |
| Liste D: Vælgerforeningen af 1918       | 4.407   | 9         | 0      |
| Liste E: Erhvervslisten                 | 11.934  | 10        | 1      |
| Liste F: Venstre                        | 2.689   | 12        | 0      |
| Liste G: Socialistisk Arbejderparti     | 1.410   | 8         | 0      |
| Liste H: Det ny Højre                   | 3.322   | 24        | 0      |
| Liste I: Det uafhængige Socialdemokrati | 1.086   | 5         | 0      |

## Valgte folketingsmedlemmer i 1918
Det Socialdemokratiske Parti
- Thorvald Stauning
- K.M. Klausen
- Sigvald Olsen
- Emil Wiinblad
- A.C. Meyer
- F.J. Borgberg
- Martin Olsen[a]
- Chr. Hansen
- Vilh. Rasmussen
- Helga Larsen
- Fr. Andersen
- Friis Skotte

Det Radikale Venstre
- Alfred Christensen
- Ivar Berendsen
- Elna Munch
- P. Koch
- V.E. Gamborg

Det Konservative Folkeparti
- J.E.L.M. Pitzner
- M. Malling Hauschultz
- Svend Koch
- Arnold Fraenkel
- Oskar Andersen
- Theodor Jensen

Erhvervslisten
- Lauritz Jensen